# Ape Escape 3
Ape Escape 3, pubblicato originariamente in Giappone Saru! Get You! 3 (サルゲッチュ3?, Saru Getchu 3), è un videogioco a piattaforme del 2005, sviluppato e distribuito da Sony. È il capitolo seguente di Ape Escape 2

## Trama
Specter è riuscito nuovamente ad evadere e, insieme al suo esercito di scimmie, ha preso il controllo delle emittenti televisive di tutto il mondo con un nuovo canale chiamato Telescimmia, che ha ridotto tutti i telespettatori in un completo stato di letargo mentale, tra i quali Hikaru, Kakeru e il Professore. Stavolta tocca a Satoru e Sayaka, guidati da Aki e Natsumi, catturare tutte le scimmie e rimettere il mondo a posto. Ma Specter, stavolta, ha un aiuto umano, il dottor Tomuki, uno scienziato che nutre un profondo odio verso l'umanità.

## Doppiaggio
| Personaggio       | Doppiatore originale | Doppiatore italiano  |
| ----------------- | -------------------- | -------------------- |
| Satoru            | Junko Takeuchi       | Massimo Di Benedetto |
| Sayaka            | Ai Nonaka            | Angiolina Gobbi      |
| Aki               | Sayaka Ōhara         | Cinzia Massironi     |
| Natsumi           | Tomoko Kawakami      | Lorella De Luca      |
| Specter           | Chika Sakamoto       | Oliviero Corbetta    |
| Dott. Tomuki      | Keiji Fujiwara       | Gianni Quillico      |
| Scimmia Blu       | Takahiro Sakurai     | Luca Sandri          |
| Scimmia Bianca    | Ken'ichi Ogata       | Diego Sabre          |
| Scimmia Gialla    | Shoto Kashii         | Gianni Quillico      |
| Scimmia Rosa      | Miyuki Matsushita    | Daniela Fava         |
| Scimmia Rossa     | Daisuke Gōri         | Gianni Gaude         |
| Solid Snake       | Akio Ōtsuka          | (non doppiato)       |
| Pipo Snake        | Akio Ōtsuka          | (non doppiato)       |
| Professore Hakase | Jōji Yanami          | (non doppiato)       |
| Roy Campbell      | Takeshi Aono         | (non doppiato)       |